# Alexander Shulgin (biochemicus)
Alexander (Sasha) Shulgin (Berkeley, 17 juni 1925 – Lafayette, 2 juni 2014) was een Amerikaans farmacoloog en chemicus.

## Levensloop
Shulgin is vooral bekend van zijn bijdragen aan het onderzoek naar psychoactieve stoffen. Hij synthetiseerde de stoffen en testte ze ook zelf, samen met een vaste groep goede vrienden. Hierover schreef hij, samen met zijn echtgenote, een aantal boeken, waaronder:
- PiHKAL (als afkorting van: phenethylamines I have known and loved) en
- TiHKAL (als afkorting van: tryptamines I have known and loved)

In 1954 werd Shulgin doctor in de biochemie. Hierna deed hij postdoctoraal psychiatrisch en farmacologisch onderzoek in San Francisco. In het begin van de jaren zestig werd hij werknemer bij Dow Chemical. Gedurende deze periode vond Shulgin de eerste biologisch afbreekbare pesticide uit. Nadat Shulgin in 1960 voor het eerst mescaline, een gesubstitueerde fenylethylamine, had uitgeprobeerd, begon hij andere stoffen uit deze chemische klasse te synthetiseren. Daarnaast synthetiseerde hij een aanzienlijk aantal soorten tryptaminen. Hij onderzocht honderden stoffen op hun psychoactieve werking. Tevens ontwikkelde hij een nieuwe methode om MDMA te synthetiseren en wordt hij beschouwd als degene die MDMA in de wereld bracht. Hij was een groot voorstander van het gebruik van MDMA bij psychotherapie.
Vrijwel zijn hele leven werkte Shulgin samen met de Amerikaanse DEA, die hem een vergunning verleende voor de ontwikkeling en productie van illegale en psychoactieve stoffen.
Na de publicatie van PiHKAL en TiHKAL werd zijn vergunning ingetrokken. Deze boeken, waarin gezamenlijk ongeveer 230 soorten drugs worden beschreven, zowel de synthese als de effecten, hebben een enorme invloed gehad op de wereldwijde drugsmarkt en de ontwikkeling van nieuwe psychoactieve stoffen. 
Shulgin overleed op 88-jarige leeftijd aan leverkanker.